# 項鰭鯰
項鰭鯰，為輻鰭魚綱鯰形目項鰭鯰科的其中一種，為熱帶淡水魚類，分布於南美洲亞馬遜河下游、托坎廷斯河、黑河及Marowijne河流域，體長可達15.4公分，棲息在大型河川下游表層水域，屬夜行性，以小型魚類為食，生活習性不明，可做為食用魚及觀賞魚。

## 扩展阅读
維基物種上的相關：項鰭鯰